# Ipsea
Ipsea là một chi thực vật có hoa trong họ Lan.